# Mikołaj Goski
Mikołaj Goski herbu Prawdzic (ur. data nieznana, zm. 4 października 1682) – nominacja i elekcja 1 sierpnia 1662 po profesji i Benedykcji w tymże roku w Krakowie. Opat Świętokrzyski OSB – wcześniej sekretarz królewski, a także archidiakon kapituły kolegiackiej św. Jana Chrzciciela w Warszawie w latach 1659–1663.

## Życiorys
Mikołaj Goski – był doktorem obojga praw oraz nauk wyzwolonych i filozofii. Był kantorem warszawskim, proboszczem skierniewickim w roku 1652 i 1661 - będąc już wówczas archidiakonem warszawskim i lubelskim. Sekretarz królewski. Suknię zakonną włożył, gdy za prezentą królewską konwent wybrał go opatem.
Jego koadiutorem był od 14 maja 1652 Wojciech Sierakowski, dziekan chełmski.
Po roku próby zakonnej, wykonawszy profesję został wyświęcony na opata przez Andrzeja Trzebickiego biskupa krakowskiego w kościele św. Franciszka. Klasztorem Świętokrzyskim zarządzał przez 20 lat.
Ród Goskich pochodził z województwa rawskiego. Jego przodek Adam Goski, dominikanin w r. 1412 był biskupem wołoskim .

## Z kronik klasztornych
- 1662 Mikołaj Goski opat świętokrzyski wizytuje prepozyturę w Koniemłotach i zleca prepozytowi Chryzostomowi Kossowskiemu OSB rewindykować dziesięciny z Siedlca, starać się usunąć znajdujący się tam zbór protestancki i popierać bractwo ś. Anny[6]
- 1678 opat Mikołaj Goski odbudowuje kościół w Wierzbniku
- 1679 Mikołaj Goski opat klasztoru świętokrzyskiego nadaje wójtostwo Paprocice swojej siostrzenicy z Wolskich, wdowie po Janie Kostro, na 30 lat (Gacki 260);
- 1680 Mikołaj Goski opat nadaje Gnatowskiemu w dożywocie sołectwo w Kuczowie, a w Starej Słupi małżonkom Stobnickim[7].
- Za czasów Goskiego biskup Trzebicki ostro przykazał, aby cząstek drzewa świętego nikomu nie udzielać, co poprzednio się zdarzało. Postanowił także, aby przeor nie bywał oraz proboszczem, zakaz ten był jednak nieprzestrzegany.
- Tenże biskup 1678 r. wcielenie probostwa słupskiego jeszcze 1506 r. postanowione zatwierdził a Maciej Sekulski, proboszcz benedyktyński w mieście Słupi z uposażenia opata postawił kościół pod wezwaniem św. Wawrzyńca[8].
- Za czasów opata Goskiego zaprowadzono po raz pierwszy w klasztorze studia filozoficzne i teologiczne.
- Zmarł 4 października 1682 r. w klasztorze na Świętym Krzyżu i tam pochowany.